# Jasieniec (gmina)
Jasieniec – gmina wiejska w województwie mazowieckim, w powiecie grójeckim. W latach 1975–1998 gmina położona była w województwie radomskim.
Siedziba gminy to Jasieniec (dawniej Gośniewice).
Według danych z roku 2022 gminę zamieszkiwały 5 354 osoby (w 2002 było 5402 osoby).

## Struktura powierzchni
Według danych z roku 2002 gmina Jasieniec ma obszar 107,83 km², w tym:
- użytki rolne: 80%
- użytki leśne: 15%

Gmina stanowi 7,8% powierzchni powiatu.

## Demografia

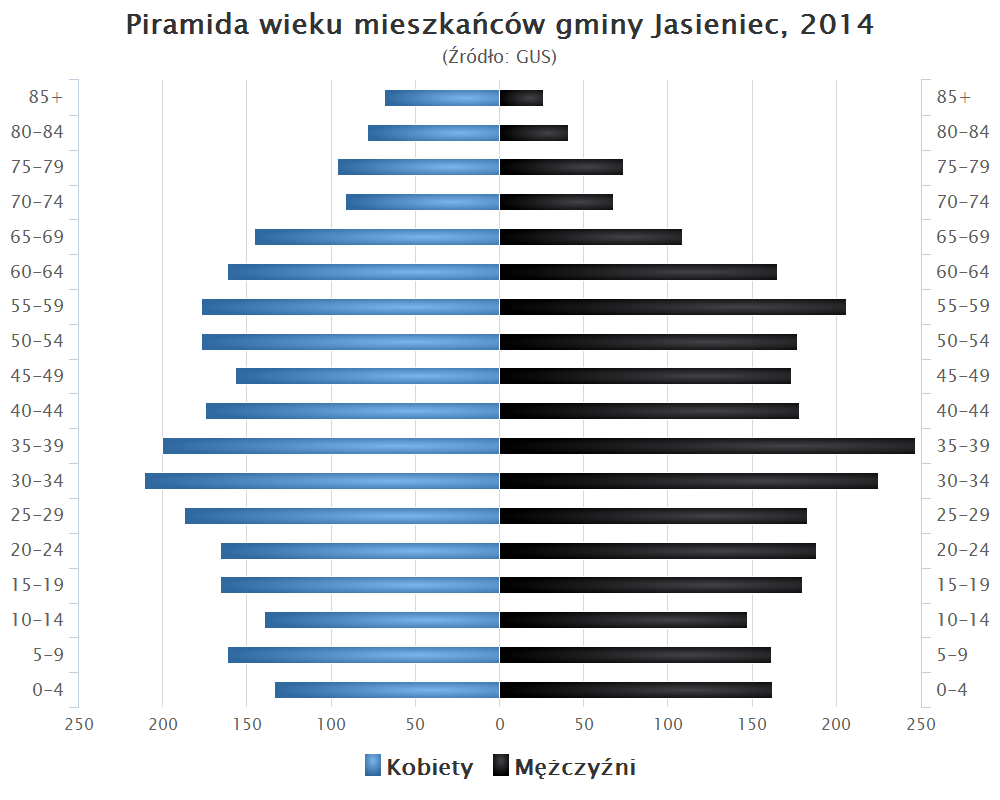
Piramida wieku mieszkańców gminy Jasieniec w 2014 roku

Dane z 30 czerwca 2004:
| Opis                              | Ogółem | Ogółem | Kobiety | Kobiety | Mężczyźni | Mężczyźni |
| --------------------------------- | ------ | ------ | ------- | ------- | --------- | --------- |
| jednostka                         | osób   | %      | osób    | %       | osób      | %         |
| populacja                         | 5353   | 100    | 2653    | 49,6    | 2700      | 50,4      |
| gęstość zaludnienia (mieszk./km²) | 49,6   | 49,6   | 24,6    | 24,6    | 25        | 25        |

## Sołectwa
Alfonsowo, Boglewice, Bronisławów, Czachów, Franciszków, Gniejewice, Gołębiów, Gośniewice, Ignaców, Jasieniec, Koziegłowy, Kurczowa Wieś, Leżne, Łychowska Wola, Łychów, Miedzechów, Nowy Miedzechów, Olszany, Orzechowo, Osiny, Przydróżek, Ryszki, Rytomoczydła, Stefanków, Turowice, Turowice-Kolonia, Tworki, Warpęsy, Wierzchowina, Wola Boglewska, Zbrosza Duża.

## Sąsiednie gminy
Belsk Duży, Chynów, Goszczyn, Grójec, Promna, Warka